# Kalle Berglund
Kalle Anders Berglund (* 11. März 1996 in Jämshög) ist ein schwedischer Leichtathlet, der sich auf die Mittelstreckenläufe spezialisiert hat. 2017 gewann er die Silbermedaille bei den Halleneuropameisterschaften in Belgrad.

## Sportliche Laufbahn
Kalle Berglund trat erstmals 2012 bei schwedischen Jugendmeisterschaften an. In der Halle gewann er Bronze über 400 Meter, im Sommer Silber über die 800 Meter. Ein Jahr später wurde er in Saisonbestleistung von 1:53,34 min schwedischer U18-Meister über 800 Meter. 2014 konnte er sich dann bei den U20-Weltmeisterschaften in Eugene erstmals für internationale Meisterschaften qualifizieren, bei denen er über die 800-Meter-Distanz antrat. Im Finale belegte er in einer Zeit von 1:47,31 min den siebten Platz. 
Über die gleiche Distanz trat er auch ein Jahr später bei den U20-Europameisterschaften in Eskilstuna, in seiner schwedischen Heimat, an. Auch dort erreichte er das Finale und wurde am Ende Vierter. 2016 wurde er über 1500 Meter erstmals schwedischer Meister. Ebenfalls 2016 trat er bei den Europameisterschaften in Amsterdam an seinen ersten internationalen Meisterschaften bei den Erwachsenen an. Dabei erreichte er über 800 m das Halbfinale und landete am Ende auf dem 19. Platz. Nach der Saison fokussierte er sich dann auf den 1500-Meter-Lauf.
Während der Hallenwettkämpfe Anfang 2017 blieb er mehrfach unter 3:40,00 min über die 1500 Meter. Bei den Halleneuropameisterschaften in Belgrad zog er als Zweiter seines Halbfinallaufs in das Finale ein, in dem er anschließend mit der Silbermedaille seinen bislang größten sportlichen Erfolg feierte. Nachdem er im Mai auch in der Freiluft unter 3:40 min geblieben war, konnte er diese Zeit bei den U23-Europameisterschaften in Bydgoszcz nicht bestätigen und belegte, nach Platz 6 in seinem Halbfinallauf, letztlich den 13. Platz. Bei den Weltmeisterschaften in London qualifizierte er sich ebenfalls für das Halbfinale, wo er in 3:40,05 min als Elfter in seinem Lauf ausschied. 2018 wurde er bei den beiden Großveranstaltungen, den Hallenweltmeisterschaften und den Europameisterschaften, jeweils Elfter.
2019 konnte er seine Zeiten über 1500 Meter deutlich verbessern. In der Halle stellte er zunächst in 3:36,63 min einen neuen Nationalrekord auf. Bei den Weltmeisterschaften im Oktober in Doha zog er als Fünfter in seinem Halbfinallauf in das Finale ein, in dem er sich dann um mehr als drei Sekunden auf eine persönliche Bestzeit von 3:33,70 min verbesserte und damit den neunten Platz belegte. 2021 qualifizierte sich Berglund zum ersten Mal für die Olympischen Sommerspiele. Im Laufe der Saison konnte er nur einen Wettkämpf über 1500 Meter beenden, bevor er Anfang August in Tokio an den Start ging. In seinem Vorlauf kam er schließlich mit einer Zeit von 3:49,43 ins Ziel, womit er einen der hintersten Plätze belegte.

## Wichtige Wettbewerbe
| Jahr                 | Veranstaltung               | Ort                  | Platz                | Disziplin            | Zeit                 |
| Startet für Schweden | Startet für Schweden        | Startet für Schweden | Startet für Schweden | Startet für Schweden | Startet für Schweden |
| -------------------- | --------------------------- | -------------------- | -------------------- | -------------------- | -------------------- |
| 2014                 | U20-Weltmeisterschaften     | Eugene               | 7.                   | 800 m                | 1:47,31 min          |
| 2015                 | U20-Europameisterschaften   | Eskilstuna           | 4.                   | 800 m                | 1:49,88 min          |
| 2016                 | Europameisterschaften       | Amsterdam            | 18.                  | 800 m                | 1:49,65 min          |
| 2017                 | Halleneuropameisterschaften | Belgrad              | 2.                   | 1500 m               | 3:45,56 min          |
| 2017                 | U23-Europameisterschaften   | Bydgoszcz            | 13.                  | 1500 m               | 3:44,56 min          |
| 2017                 | Weltmeisterschaften         | London               | 11.                  | 1500 m               | 3:40,05 min          |
| 2018                 | Hallenweltmeisterschaften   | Birmingham           | 11.                  | 1500 m               | 3:46,61 min          |
| 2018                 | Europameisterschaften       | Berlin               | 11.                  | 1500 m               | 3:41,25 min          |
| 2019                 | Weltmeisterschaften         | Doha                 | 9.                   | 1500 m               | 3:33,70 min          |
| 2021                 | Olympische Sommerspiele     | Tokio                | 42.                  | 1500 m               | 3:49,43 min          |

## Persönliche Bestleistungen
Freiluft
- 400 m: 48,20 s, 29. August 2015, Espoo
- 800 m: 1:46,63 min, 25. Juli 2018, Karlstad
- 1000 m: 2:19,21 min, 10. Juni 2018, Stockholm, (schwedischer Rekord)
- 1500 m: 3:33,70 min, 6. Oktober 2019, Doha, (schwedischer Rekord)
- 3000 m: 8:01,39 min, 30. Juli 2022, Göteborg

Halle
- 400 m: 51,19 s, 3. Februar 2013, Karlskrona
- 800 m: 1:47,62 min, 26. Februar 2017, Växjö
- 1500 m: 3:36,63 min, 6. Februar 2019, Toruń (schwedischer Rekord)
- 3000 m: 7:57,78 min, 22. Februar 2020, Växjö

## Sonstiges
Im Juni 2019 stellte er in 3:53,83 min einen neuen schwedischen Rekord über die englische Meile auf und unterbot damit die vorherige Bestzeit von Anders Gärderud von 3:54,45 min.